# Лесоразработки
Лесоразработки — посёлок в Свердловской области России, административно подчинённый городу Серову. Входит в Серовский муниципальный округ.
Ранее посёлок входил в состав Еловского сельсовета Серовского района.

## Географическое положение
Посёлок Лесоразработки расположен в 17 километрах (по дорогам в 20 километрах) к северу от города Серова, в лесной местности, на правом берегу реки Сосьвы (правого притока Тавды). В посёлке расположена станция Лесоразработки Свердловской железной дороги (ветка Серов — Полуночное).

## Население
| 2002 | 2010 |
| ---- | ---- |
| 13   | ↘9   |